# Reem Kherici
Reem Kherici est une actrice, réalisatrice et scénariste franco-italo-tunisienne, née le 13 février 1983 à Neuilly-sur-Seine.
Elle débute et se fait remarquer dans la troupe comique La Bande à Fifi.
En 2013, elle réalise son premier film, Paris à tout prix, dans lequel elle joue également le rôle principal.

## Biographie

### Jeunesse
Reem Kherici est née le 13 février 1983 à Neuilly-sur-Seine d'un père tunisien et d'une mère italienne.

### Carrière
Reem Kherici fait ses débuts à la radio en 2002 sur Fun Radio, avant d'animer en 2003, l'émission de télévision Les Filles du week-end sur Fun TV. C'est sur cette chaîne qu'elle rencontre l'animateur Philippe Lacheau, alias Fifi.
En 2004, elle prend part en tant que comédienne récurrente à l'émission La Cave à l'info, orchestrée par Fifi et sa bande d'acolytes. En 2005, la Bande à Fifi se retrouve tous les soirs dans Le Grand Journal de Canal+, avec ses Anniversaires du jour et se fait surtout remarquer lors du 59e Festival de Cannes par ses sketchs en direct. Durant la saison 2006-2007, la Bande à Fifi est présente en direct tous les jours de la semaine, au sein du Grand Journal de Canal+.
Fin 2008, ils sont au café-théâtre Le Splendid dans la pièce intitulée Qui a tué le mort ?, une comédie produite par l'ex-Nul Dominique Farrugia.
Reem Kherici tourne avec Jean Dujardin dans OSS 117 : Rio ne répond plus, sorti en avril 2009, et dans Neuilly sa mère ! en août 2009. Elle est à l'affiche avec Michaël Youn du film Fatal, dans lequel elle incarne une journaliste, en juin 2010. Elle participe au film Bienvenue à bord avec Franck Dubosc, Gérard Darmon et Valérie Lemercier.
À l'été 2012, elle réalise son premier film, Paris à tout prix, dont elle est également scénariste. Elle y tient le rôle principal.
À l'été 2016, elle revient à la réalisation avec le film Jour J dont elle est également scénariste, à nouveau produit par Mandarin Cinéma et distribué par Gaumont.
En 2021, elle invite au casting de son troisième film Chien et Chat, deux animaux virtuels doublés par Inès Reg et Artus, à jouer dans le monde réel avec de vrais acteurs (Franck Dubosc, Philippe Lacheau et elle-même) dans de vrais décors au Canada et à New York, une première dans l’histoire du cinéma en France. Le film sort en 2024.

### Vie privée
À partir de 2004, elle a une relation amoureuse avec Philippe Lacheau qui a duré plusieurs années.
Elle est en couple avec l'humoriste et comédien québécois Stéphane Rousseau de 2010 à 2014. Après le film Fatal sorti en 2010, ils tournent à nouveau ensemble au cours de l'été 2012, dans le premier film réalisé par Reem Kherici : Paris à tout prix. Ils réapparaissent ensemble dans Jour J en 2017.
Reem Kherici est en couple avec l'acteur Gilles Lemaire avec qui elle a eu deux fils, nés respectivement en juin 2019 et juin 2023.

#### Diva, sa chatte maine coon
Diva est une chatte de race maine coon appartenant à Reem Kherici. Elle est née en 2013, mesure 98 cm de longueur et pèse 12 kg. Elle a le rôle homonyme de Diva dans Paris à tout prix en 2013 comme chatte du personnage principal, Maya Benlatif, qui s'étend tout au long du film. Elle est de retour dans un film intitulé Chien et Chat.
Le 8 novembre 2017, Reem Kherici publie un livre humoristique à l'effigie de l'animal chez Larousse, titré Diva : elle dit tout haut ce que les filles pensent tout bas.

## Filmographie

### Actrice

#### Cinéma
- 2009 : OSS 117 : Rio ne répond plus de Michel Hazanavicius : Carlotta / Fräulein Frieda
- 2009 : Neuilly sa mère ! de Gabriel Julien-Laferrière : Rislene
- 2010 : Fatal de Michaël Youn : Malaisia
- 2011 : Bienvenue à bord d'Éric Lavaine : la femme du Russe
- 2011 : Colombiana d'Olivier Megaton : l'une des nymphettes
- 2013 : Paris à tout prix d'elle-même : Maya Ben Latif[16]
- 2016 : Le Convoi de Frédéric Schoendoerffer : Nadia
- 2016 : Débarquement immédiat ! de Philippe de Chauveron : Maria
- 2017 : Mes trésors de Pascal Bourdiaux : Caroline
- 2017 : Sahara de Pierre Coré : Alexandrie (voix)
- 2017 : Jour J d'elle-même : Juliette
- 2018 : Nicky Larson et le Parfum de Cupidon de Philippe Lacheau : Fille tatouée
- 2019 : Holy Lands d'Amanda Sthers : Rivka
- 2020 : Brutus vs César de Kheiron : Efna
- 2020 : 30 Jours max de Tarek Boudali : Linda
- 2023 : Alibi.com 2 de Philippe Lacheau : Shana
- 2023 : 3 Jours max de Tarek Boudali : Linda
- 2024 : Chien et Chat d'elle-même : Monica
- 2026 : Le Marsupilami de Philippe Lacheau

#### Doublage
- 2025 : Les Bad Guys 2 : Apocalypse

#### Télévision
- 2005 - 2007 : sketchs avec la Bande à Fifi dans le Grand Journal (émission de télévision)
- 2010 : Au bonheur des hommes de Vincent Monnet (téléfilm) : Crystal Carlier
- 2014 : co-animatrice de Sur invitation seulement (émission de télévision)
- 2021 : LOL : qui rit, sort ! sur Amazon Prime : participation
- 2021 : Belle, belle, belle (téléfilm) d'Anne Depétrini : Capucine

### Réalisatrice et scénariste
- 2013 : Paris à tout prix
- 2017 : Jour J
- 2024 : Chien et Chat

## Théâtre
- 2008 : Qui a tué le mort ? de Philippe Lacheau, Tarek Boudali et Julien Arruti, mise en scène de Philippe Lacheau et Morgan Spillemaecker, théâtre Le Splendid.

## Distinctions

### Sélection
- Festival international du film de Palm Springs 2014 : sélection pour les New Voices/New Visions Awards pour Paris à tout prix